# Germigney (Haute-Saône)
Germigney ist eine Gemeinde im französischen Département Haute-Saône in der Region Bourgogne-Franche-Comté.

## Geographie
Germigney liegt auf einer Höhe von 212 m über dem Meeresspiegel, neun Kilometer südsüdwestlich von Gray und etwa 39 Kilometer westnordwestlich der Stadt Besançon (Luftlinie). Das Dorf erstreckt sich im Südwesten des Départements, in der Ebene von Gray östlich der Talebene der Saône, am Nordrand des Bois Dame.
Die Fläche des 15,10 km² großen Gemeindegebiets umfasst einen Abschnitt der leicht gewellten Landschaft zwischen den Talebenen von Saône im Norden und Ognon im Süden. Die westliche Grenze verläuft entlang der Saône. Diese fließt hier nach Süden durch eine Alluvialebene, die durchschnittlich auf 180 m liegt. In der Niederung bei La Loge befindet sich eine Wasserfläche, die als Hochwasserrückhaltebecken und Naherholungsgebiet dient. Vom Flusslauf erstreckt sich das Gemeindeareal ostwärts auf das angrenzende Plateau (im Mittel auf 230 m). Es ist aus tertiären Sedimenten aufgebaut. Vorherrschend sind hier ausgedehnte Waldgebiete (Bois Dame und Bois de la Roture), dazwischen gibt es einige Rodungsinseln. Mit 247 m wird im Bois Dame die höchste Erhebung von Germigney erreicht. Der landwirtschaftlich genutzte Abschnitt bei Germigney wird durch den Ruisseau la Roye zur Saône entwässert.
Zu Germigney gehört die Siedlung La Loge (210 m) auf dem Plateau östlich der Niederung der Saône. Nachbargemeinden von Germigney sind Apremont im Norden, Le Tremblois im Osten, Vadans und Broye-Aubigney-Montseugny im Süden sowie Talmay im Westen.

## Geschichte
Im Mittelalter gehörte Germigney zur Freigrafschaft Burgund und darin zum Gebiet des Bailliage d’Amont. Seit dem 12. Jahrhundert ist die Existenz der Pfarrei Germigney belegt. Zusammen mit der Franche-Comté gelangte das Dorf mit dem Frieden von Nimwegen 1678 definitiv an Frankreich. Durch einen Großbrand wurden 1840 zwei Drittel aller Häuser des Dorfes zerstört. Heute ist Germigney Mitglied des 16 Ortschaften umfassenden Gemeindeverbandes Communauté de communes du Val de Gray.

## Sehenswürdigkeiten
Die Kirche Notre-Dame de la Nativité wurde 1763 weitgehend neu erbaut. Sie besitzt eine reiche Ausstattung, darunter einen geschnitzten Holzaltar aus dem 18. Jahrhundert und ein Kruzifix aus dem 17. Jahrhundert.

## Bevölkerung
| Jahr                       | 1962 | 1968 | 1975 | 1982 | 1990 | 1999 |
| Einwohner                  | 200  | 193  | 161  | 170  | 152  | 170  |
| Quellen: Cassini und INSEE |      |      |      |      |      |      |

Mit 140 Einwohnern (1. Januar 2022) gehört Germigney zu den kleinen Gemeinden des Département Haute-Saône. Nachdem die Einwohnerzahl in der ersten Hälfte des 20. Jahrhunderts deutlich abgenommen hatte (1901 wurden noch 361 Personen gezählt), wurden seit Beginn der 1970er Jahre nur noch geringe Schwankungen verzeichnet.

## Wirtschaft und Infrastruktur
Germigney war bis weit ins 20. Jahrhundert hinein ein vorwiegend durch die Landwirtschaft (Ackerbau, Obstbau und Viehzucht) und die Forstwirtschaft geprägtes Dorf. Heute gibt es einige Betriebe des lokalen Kleingewerbes. In den letzten Jahrzehnten hat sich das Dorf zu einer Wohngemeinde gewandelt. Viele Erwerbstätige sind deshalb Wegpendler, die in den größeren Ortschaften der Umgebung ihrer Arbeit nachgehen.
Die Ortschaft liegt abseits der größeren Durchgangsachsen an einer Departementsstraße, die von Gray nach Broye führt. Weitere Straßenverbindungen bestehen mit Champvans und Vadans.